# ロスト・バード
ロスト・バード（Lost Bird, zintkala nuni, 1890年 - 1920年）はアメリカ・インディアンのラコタ・スー族の女性で、ウーンデッド・ニーの虐殺の生き残りの赤ん坊だった人物。スー族の言葉では「ジトカラ・ヌニ（失われた鳥）」。

## 来歴
1890年、現在のサウスダコタ州で生まれた。この時期、平原のインディアンは保留地（Reservation）に押し込められ、生業の狩猟を禁止された上に白人管理官のサボタージュで食糧が供給されず、飢餓状態となっていた。こうした中、パイユート族のウォヴォカを教祖とするゴースト・ダンスがスー族ら平原部族の間で熱狂的に広まっていった。「ゴースト・ダンスを踊れば、白人の銃弾が身体を通さなくなる」という教義をアメリカ政府は警戒し、これを徹底的に武力弾圧していた。
ミネコンジュー・スー族に属するシハ・タンカ（ビッグ・フット）酋長のバンドは、このゴースト・ダンスの信奉者が多かった。タタンカ・イヨタケ（シッティング・ブル）の暗殺後、彼を慕っていた部族員（ほとんど非戦闘員の男性や老人や女性や子供だった）が、ノース・ダコタ州から一路このバンドに合流し、彼らを含めたシハ・タンカのバンドは雪の中、ウーンデッド・ニーそばの「冬の村」へと向かっていた。
アメリカ政府はこれを知り、第7騎兵連隊をはじめとする陸軍部隊を差し向けて彼らを拿捕した。12月28日にウーンデッド・ニーに着いた一行は、陸軍の命令でティピーを張り、野営させられた。12月29日早朝、陸軍は突然銃を無差別乱射し、虐殺を始めた。バンドのほぼ全員、200人以上殺されたとされる。（ウーンデッド・ニーの虐殺）
その4日後、民間人のアルバイトによって大穴が地面にあけられ、インディアンの死体は無造作にその中へ放り込まれた。この作業の中、凍結したラコタの女性の死体の下から赤ん坊の泣き声が聞こえ、女の子の赤ん坊が発見された。死んだこの女性の娘で、発見された時、母親に守られる様に腕に抱かれうつ伏せになって発見されたと言う。その後、彼女はとあるラコタの老女の元に引き取られ、「ジトカラ・ヌニ」と名付けられるが、アメリカ軍がラコタの野営に来た時、ネブラスカ州軍を率いるレナード・W・コルビー准将が「ロスト・バード（ジトカラ・ヌニの英訳）」を「ウーンデッド・ニーの虐殺の生きたマスコット的存在」として育てるため、反発するラコタの老女からロスト・バードを無理矢理力づくで引き離し、これを養女にした。
レナード・W・コルビー准将は南北戦争の英雄で、名声を求めてウーンデッド・ニーにやって来た人物である。ロスト・バードの話を聞いたコルビー准将は、インディアン排除を推進しながらもインディアンの孤児を引き取り、英雄となり大統領となったアンドリュー・ジャクソン大統領のことを思い出し、自分もそれと重ねて、養子として彼女に白人名を与え、無理矢理自分の屋敷に連れていく。これはワシントンD.C.の社交界でも話題となり、彼は大統領から司法長官補佐の地位を与えられる。彼は、ワシントンを訪れるインディアンを歓迎する時に、 ロスト・バードをひけらかし、自らも混血であるように装い、彼らの信頼を得て、後に土地の取引などをめぐり大きな利益を得ることになる。
しかし、ロスト・バードへのマスコット的な扱い方に反発していたのが、レナード・W・コルビーの妻だったクララ・コルビーである。クララは女性のための新聞の発行人であり、女性の人権の運動家でもあったため、クララは夫に反発し、彼女を教育し、「白人として」立派な女性にしようと決意する。しかし、白人側から見た価値観でしかなかったため、インディアンである自分のルーツを知りたがる娘の要求を満たすことは出来なかった。ロスト・バードは白人の学校にもインディアン寄宿学校にも通うが順応できず、差別や体罰などを受け、悪夢にさいなまれる日々を過ごす。一方、レナードは愛人であるメイドのビアトリスと駆け落ちをし、子供も出来た為、ロスト・バードの事はもう相手にしなくなり、結局クララはレナードと離婚する事になり、ロスト・バードは貧窮する事になる。
17歳の時、クララは再婚したレナードにロスト・バードを預け、クララは妊娠し死産してしまう。レナードと再婚相手のビアトリスの元で暮らす事になったロスト・バードだが、その後も虐待や梅毒などで苦しみ、後に生活のために移ったカリフォルニア州でサイレント映画やバッファロー・ビルの『ワイルド・ウェスト・ショー』で働いた（売春もしたとされる）。そこで結婚し、子供も産んだ。
1920年2月9日頃、スペインかぜ（インフルエンザ）が全国で大流行し、彼女もスペインかぜにより、2月14日バレンタイン・デーの日に故郷を想い続けながら、29歳で死去した。遺体はカリフォルニア州の墓地に埋葬されていたが、1991年ウーンデッド・ニー遺族協会がその墓を探しだし、遺骨は故郷サウスダコタ州にある親族が眠る墓地に改葬された。